# Ameridion progum
Ameridion progum là một loài nhện trong họ Theridiidae.
Loài này thuộc chi Ameridion. Ameridion progum được Herbert Walter Levi miêu tả năm 1959.